# 曾昂 (正統進士)
曾昂（1415年—？年），字仲英，四川重慶府合州銅梁縣人，民籍，國子生，治《春秋》，明朝政治人物。

## 生平
四川鄉試第三十三名舉人。正統七年（1442年）中式壬戌科會試第四十五名，三甲第四十九名進士。

## 家族
曾祖曾宗本；祖父曾以泰；父曾朝貴。嫡母林氏，生母蔡氏。具慶下。